# Fred Dean
Frederick Rudolph Dean (Arcadia, 24 febbraio 1952 – West Monroe, 14 ottobre 2020) è stato un giocatore di football americano statunitense, introdotto nella Pro Football Hall of Fame nel 2008.

## Biografia
Dopo gli studi superiori alla Ruston High School, Dean iniziò la sua carriera a livello universitario nella Louisiana Tech University, avendo rifiutato l'opportunità di giocare con l'allenatore Eddie Robinson alla vicina Grambling State University.
Durante la carriera universitaria si distinse nella All-Southland Conference nel ruolo di defensive tackle.
Scelto al secondo giro (33º assoluto) del Draft NFL 1975 dai San Diego Chargers, vi disputò sei stagioni complete fino al 1980, con un primato in carriera di 15,5 sack. Nella stagione 1981, dopo aver disputato 3 partite con i Chargers, venne ceduto ai San Francisco 49ers, con i quali chiuse la carriera nel 1985 dopo aver vinto due Super Bowl.
Fred Dean è morto nell'autunno del 2020 all'età di 68 anni, vittima del COVID-19

## Palmarès

### Franchigia
- Super Bowl : 2

San Francisco 49ers: XVI, XIX
- National Football Conference Championship: 2

San Francisco 49ers: 1981, 1984

### Individuale
- Convocazioni al Pro Bowl: 4

1979, 1980, 1981, 1983
- All-Pro: 2

1980, 1981
- San Diego Chargers Hall of Fame
- Formazione ideale del 40º anniversario dei San Diego Chargers
- Formazione ideale del 50º anniversario dei San Diego Chargers
- Pro Football Hall of Fame (classe del 2008)
- College Football Hall of Fame